# Stealers Wheel (album)
Stealers Wheel è l'album di debutto del gruppo musicale scozzese omonimo pubblicato nell'ottobre 1972.

## Tracce
1. Late Again – 3:16
2. Stuck in the Middle with You – 3:23
3. Another Meaning – 3:01
4. I Get By – 3:16
5. Outside Looking In – 3:54
6. Johnny's Song – 3:45
7. Next to Me – 3:37
8. José – 3:23
9. Gets So Lonely – 2:57
10. You Put Something Better Inside Me – 3:50